# Rolf Gerlach (Volkswirt)
Rolf Heinrich Gerlach  (* 2. Oktober 1953 in Witten) ist ein deutscher Volkswirt.

## Leben
Gerlach machte von 1969 bis 1972 bei einer Sparkasse eine Lehre zum Bankkaufmann. Im Anschluss folgte von 1974 bis 1979 ein Studium der Wirtschaftswissenschaften zum Diplom-Volkswirt. Im März 1982 promovierte er zum Dr. rer. pol.
Ab 1990 war Gerlach zunächst Geschäftsführer des Sparkassenverbandes Westfalen-Lippe (SVWL). Von April 1995 bis März 2017 saß er dem Verband als Präsident vor. Seine Nachfolgerin ist Liane Buchholz, die zuvor Hauptgeschäftsführerin des Bundesverbandes Öffentlicher Banken Deutschlands (VÖB) war.
Gerlach galt während seiner aktiven Zeit als einer der maßgeblichen, aber auch streitbarsten Sparkassen-Spitzenfunktionäre und als fundierter Kenner der deutschen Sparkassenorganisation. In seine Amtszeit fiel die Fusion der Sparkassen-IT-Dienstleister zur Finanz Informatik (FI), deren Aufsichtsratsvorsitzender er von August 2008 bis Ende März 2017 war.
Von 2004 bis 2007 war Gerlach zudem Vorsitzender des Aufsichtsrates der WestLB, die im Jahr 2012 abgewickelt wurde. Im Sommer 2013 nahm ein Untersuchungsausschuss des NRW-Landtags seine Arbeit zur Aufarbeitung der Hintergründe des Niedergangs der WestLB und Prüfung strafrechtlich relevanten Verhaltens auf. Im Rahmen der laufenden Untersuchungen wurde auch Gerlach als Zeuge vernommen.
Im Jahr 2012 brachten Gerüchte über den angeblich von ihm geplanten Verkauf der Provinzial NordWest an die Münchener Allianz Versicherung Gerlach viel Kritik ein.

## Ehrenämter
Gerlach ist Vorsitzender des Kuratoriums der Stiftung Westfalen-Initiative, deren Ziel die Schärfung der Westfalen-Identität und die Stärkung der Eigeninitiative in Westfalen ist. Er ist zudem Kuratoriumsvorsitzender des Freiherr-vom-Stein-Instituts, der wissenschaftlichen Forschungsstelle des Landkreistags NRW an der Universität Münster. Er ist zudem Vorsitzender des Kuratoriums des Kunstmuseums Pablo Picasso Münster, Vorsitzender des Vorstands der Stiftung für Fotografie und Medienkunst mit Archiv Michael Schmidt und Vorsitzender des Kuratoriums des Westfälischen Heimatbundes.

## Ehrungen
- 2004: Verdienstkreuz am Bande der Bundesrepublik Deutschland
- 2012: Verdienstkreuz 1. Klasse der Bundesrepublik Deutschland
- 2017: Dr.-Johann-Christian-Eberle-Medaille die höchste Auszeichnung des deutschen Sparkassenwesens